# Pauline Curley
Pauline Curley (Holyoke, 19 dicembre 1903 – Santa Monica, 11 dicembre 2000) è stata un'attrice statunitense.
Lavorò nel vaudeville e nel cinema muto fin da bambina.

## Biografia
Nata nel Massachusetts, a Holyoke, debutta sullo schermo a 9 anni, in Tangled Relations, un film del 1912 dove è diretta da Harry Solter.
Nel 1917, sua madre la porta a Hollywood, in cerca di migliori occasioni di lavoro. È una delle protagoniste di The Fall of the Romanoffs, poi gira alcuni film a fianco di Douglas Fairbanks.
Nella sua carriera cinematografica, che finisce nel 1929 all'età di poco più di 25 anni, partecipa a 55 film. In un paio di questi, appare con il nome Miss Curley.

## Vita privata
Si sposa nel 1923 con il direttore della fotografia Kenneth Peach, prendendo il nome di Pauline Curley Peach. Il loro matrimonio, da cui nascono due figli, dura fino alla morte di lui, nel 1988.
È morta l'11 dicembre 2000, pochi giorni prima di compiere 97 anni. È sepolta al Forest Lawn Memorial Park di Hollywood Hills insieme al marito.

## Filmografia
- Tangled Relations, regia di Harry Solter (1912)
- The Better Way, regia di Wray Bartlett Physioc (1913)
- The Call of the Road (1913)
- The Unbroken Road (1915)
- Life Without Soul, regia di Joseph W. Smiley (1916)
- The Girl Philippa, regia di S. Rankin Drew (con il nome Miss Curley) (1916)
- Intrigue, regia di John S. Robertson (1917)
- The Fall of the Romanoffs, regia di Herbert Brenon (1917)
- Cassidy, regia di Arthur Rosson (1917)
- A Case at Law, regia di Arthur Rosson (1917)
- The Square Deceiver, regia di Fred J. Balshofer (1917)
- Her Boy, regia di George Irving (1918)
- His Daughter Pays, regia di Paolo Trinchera (1918)
- The Landloper, regia di George Irving (1918)
- Ci penso io! (Mr. Fix-It), regia di Allan Dwan (1918)
- Prestami il tuo nome (Lend Me Your Name), regia di Fred J. Balshofer (1918)
- L'avventura marocchina di Douglas (Bound in Morocco), regia di Allan Dwan (1918)
- La svolta della strada (The Turn in the Road), regia di King Vidor (1919)
- The Solitary Sin, regia di Frederick Sullivan (1919)
- The Man Beneath, regia di William Worthington (1919)
- The Invisible Hand, regia di William Bowman - serial (1920)